# Гай Клавдий Север
Гай Клавдий Север (лат. Gaius Claudius Severus) — римский политический деятель конца I века — начала II века.

## Биография
Север происходил из семьи понтийских греков, проживавшей в пафлагонском городе Помпейополис. В 98 году он был включен в состав сената из квесторского ранга. Около 102 года Север находился на посту городского претора. Приблизительно в 106—115 годах он занимал должность легата пропретора провинции Аравия Петрейская, став первым римским наместником этой области. Одновременно Север командовал III Киренаикским легионом. Во время его пребывания в должности солдатами была построена Via Traiana Nova. В 112 году Север был заочно назначен консулом-суффектом.
Его сыном был консул 146 года Гней Клавдий Север Арабиан.